# Liste der Baudenkmale in Rehburg-Loccum
In der Liste der Baudenkmale in Rehburg-Loccum sind alle Baudenkmale der niedersächsischen Gemeinde Rehburg-Loccum aufgelistet. Die Quelle der Baudenkmale ist der Denkmalatlas Niedersachsen. Der Stand der Liste ist der 9. Mai 2021.

## Allgemein
In den Spalten befinden sich folgende Informationen:
- Lage: die Adresse des Baudenkmales und die geographischen Koordinaten. Kartenansicht, um Koordinaten zu setzen. In der Kartenansicht sind Baudenkmale ohne Koordinaten mit einem roten Marker dargestellt und können in der Karte gesetzt werden. Baudenkmale ohne Bild sind mit einem blauen Marker gekennzeichnet, Baudenkmale mit Bild mit einem grünen Marker.
- Bezeichnung: Bezeichnung des Baudenkmales
- Beschreibung: die Beschreibung des Baudenkmales. Unter § 3 Abs. 2 NDSchG werden Einzeldenkmale und unter § 3 Abs. 3 NDSchG Gruppen baulicher Anlagen und deren Bestandteile ausgewiesen.
- ID: die Objekt-ID des Baudenkmales
- Bild: ein Bild des Baudenkmales, ggf. zusätzlich mit einem Link zu weiteren Fotos des Baudenkmals im Medienarchiv Wikimedia Commons. Wenn man auf das Kamerasymbol klickt, können Fotos zu Baudenkmalen aus dieser Liste hochgeladen werden:

## Bad Rehburg

### Gruppen baulicher Anlagen

#### Gruppe: Kuranlage
Die Gruppe „Kuranlage“ hat die ID 31036545.

| Lage                                                    | Bezeichnung   | Beschreibung | ID       | Bild |
| ------------------------------------------------------- | ------------- | --- | -------- | ---- |
| Friedrich-Stolberg-Allee 4a 52° 26′ 15″ N, 9° 12′ 53″ O | Badehaus      | In zwei Abschnitten von 1780 bis 1781 und von 1785 bis 1786 errichteter eingeschossiger Massivbau („Neues Badehaus“) unter einem hohen Mansarddach als Teil der Historischen Kuranlagen Bad Rehburg. Das sog. Königinnenzimmer beeindruckt mit einer aufwendigen Verfliesung. Im Erdgeschoss befinden sich im Übrigen überwölbte Badekabinette. Das große zentrale Rundbogenportal in Ädikula-Rahmung wird von einem Dachreiter bekrönt. | 31051508 |      |
| Friedrich-Stolberg-Allee 4b 52° 26′ 16″ N, 9° 12′ 54″ O | Eingangshalle | 1844 errichteter verputzter Massivbau („Wandelhalle“) mit einer verglasten Veranda und dorischen Säulen an der Hauptfassade als Teil der Historischen Kuranlagen Bad Rehburg. | 31051466 |      |
| Friedrich-Stolberg-Allee 52° 26′ 16″ N, 9° 12′ 54″ O    | Allee         | Lindenallee |          |      |

### Einzeldenkmale
| Lage                                                   | Bezeichnung                          | Beschreibung | ID       | Bild           |
| ------------------------------------------------------ | ------------------------------------ | --- | -------- | -------------- |
| Friedrich-Stolberg-Allee 1 52° 26′ 19″ N, 9° 12′ 58″ O | Sanatorium                           | Mitte des 19. Jahrhunderts errichteter zweistöckiger klassizistischer Fachwerkbau (ehemaliges Kurhaus Lohr) mit einem mittigen Eingang und darüber einem flachen Zwerchgiebel. | 31052782 |                |
| Brunnenhof 52° 26′ 11″ N, 9° 12′ 52″ O                 | Kapelle                              | Friederikenkapelle 1840 bis 1842 von König Ernst August I. von Hannover in Erinnerung an seine Frau Friederike zu Mecklenburg erbaut (Entwurf: Georg Osterwald) errichteter tonnengewölbter Saalbau in Natursteinmauerwerk mit halbrundem Ostschluss. Die Westfassade präsentiert sich mit Dachreiter in Werkstein. Davor befindet sich das Grabmal von dem Bussche (1780–1804). | 31051423 | Weitere Bilder |
| Bremer Straße/Buchenberg 52° 26′ 26″ N, 9° 12′ 44″ O   | Brunnenhaus                          | 1752 als Fachwerkbau auf einem quadratischen Grundriss unter einem geschweiften Glockendach und auf einem Bruchsteinsockel errichtetes Brunnenhaus, das 1864 als Pavillon („Friedrichspavillon“) an den Friederikenplatz versetzt und dort zuletzt als Kapelle genutzt wurde. | 31051322 |                |
| Alte Poststraße 6 52° 26′ 20″ N, 9° 13′ 0″ O           | Sanatorium                           | Um 1900 umfangreich veränderter neoklassizistischer zweigeschossiger Putzbau mit eingeschossigem Flügel auf einem hohen Sockel und unter einem Walmdach. Die Erdgeschossfassade ist mit Pilastern gegliedert. | 31051360 |                |
| Alte Poststraße 8 52° 26′ 20″ N, 9° 13′ 3″ O           | Wohnhaus                             | Um 1925 errichteter kubischer, zweigeschossiger Putzbau unter einem Walmdach. | 31051383 |                |
| Alte Poststraße 41 52° 26′ 20″ N, 9° 13′ 14″ O         | Wohnhaus mit Pavillon (ID: 39894127) | Um 1900 errichteter ein- und zweigeschossiger Klinkerbau mit straßenseitig vorgelagerter Pavillon, der als eingeschossiger Klinkerbau ausgeführt ist. | 31051403 |                |
| Kreuzplatz 3 52° 26′ 20″ N, 9° 12′ 56″ O               | Wohnhaus                             | sog. Haus Tegtmeyer, heute Hotel | 31051344 |                |
| Schaumburger Straße 3 52° 26′ 7″ N, 9° 12′ 32″ O       | Wohnhaus                             | Um 1910 errichteter eingeschossiger Werksteinbau unter einem Satteldach. Im Garten befindet sich ein kleiner Rundbau in Werkstein. | 31051622 |                |

## Loccum

### Gruppen baulicher Anlagen

#### Gruppe: Kloster Marktstraße
Die Gruppe „Kloster Marktstraße“ hat die ID 31036530.

| Lage                               | Bezeichnung    | Beschreibung | ID       | Bild           |
| ---------------------------------- | -------------- | --- | -------- | -------------- |
| Kloster 52° 27′ 8″ N, 9° 9′ 2″ O   | Kirche         | Die Klosterkirche St. Georg wurde um 1230/1240 bis 1280 von Osten nach Westen in einer kontinuierlichen Bauausführung errichtet. 1848 bis 1854 ließ Conrad Wilhelm Hase die Kirche restaurieren. Dabei wurde der Dachreiter über der Vierung neugestaltet und das nördliche Seitenportal unter Wahrung der architektonischen Struktur erneuert. Die Querschiffkapellen wurden vermauert und steinerne Emporen in die Querschiffflügel eingebaut. Teilweise wurde auch die Bauornamentik erneuert. | 31051898 | Weitere Bilder |
| Kloster 52° 27′ 7″ N, 9° 9′ 0″ O   | Klostergeviert | Das Geviert des Klosters Loccum mit Refektorium, Bibliothek, Slaphus usw. schließt südlich an die Kirche an. Das Sandsteinmauerwerk kann auf die zweite Hälfte des 13. Jh. datiert werden. Der Kreuzgang ist um 1300 errichtet worden. Der Westflügel ist um 1778 bis 1780 in Ziegelfachwerk erneuert worden. | 31051876 | Weitere Bilder |
| Kloster 52° 27′ 4″ N, 9° 9′ 2″ O   | Zehntscheune   | Die Zehntscheune (genannt „Elefant“) des Klosters Loccum in Bruchsteinmauerwerk erscheint als mächtiges Kornhaus mit Hechtgauben im Dach. | 31051741 | Weitere Bilder |
| Kloster 52° 27′ 6″ N, 9° 8′ 59″ O  | Abthaus        | Im 15. Jahrhundert errichtetes Abtshaus des Klosters Loccum mit vermauerten Rechteckfenstern und massiven Fensterpfosten. | 31051799 | Weitere Bilder |
| Kloster 52° 27′ 11″ N, 9° 9′ 4″ O  | Pilgerhaus     | In gotischer Bauweise errichtetes ehemaliges Pilgerhaus des Klosters Loccum, heute Scheune, mit Lanzettfenstern | 31051779 |                |
| Kloster 52° 27′ 13″ N, 9° 9′ 6″ O  | Walkmühle      | Die zweigeschossige Walkmühle wurde aus Bruchstein mit Eckquaderung unter einem Satteldach mit Ladeluke im Norden des Klosters errichtet. | 31051759 | Weitere Bilder |
| Kloster 52° 27′ 10″ N, 9° 8′ 57″ O | Torhaus        | Das Torhaus des Klosters Loccum aus Bruchsteinmauerwerk mit seinen Schwibbögen datiert auf die zweite Hälfte des 13. oder den Anfang des 14. Jahrhunderts. | 31051836 | Weitere Bilder |
| Kloster 52° 27′ 10″ N, 9° 9′ 0″ O  | Friedhof       | Historischer Friedhof des Klosters Loccum mit Grabmalen des 19. Jahrhunderts auf einer unregelmäßig geformten Fläche, die sich nördlich an die Klosterkirche anschließt. Der Friedhof ist von einer halbhohen Mauer umgeben und am nördlichen Rand durch Reihe regelmäßig gepflanzter Linden räumlich gefasst. Die zweireihige Allee aus Linden führt auf das Seitenportal zu. | 31051721 | Weitere Bilder |
| Kloster 52° 27′ 10″ N, 9° 8′ 58″ O | Frauenkapelle  | Vor 1277 errichteter zweijochiger Saalbau des Klosters Loccum aus Bruchstein ohne Apsis. Heute Klosterladen und Café. | 31051817 |                |
| Kloster 52° 27′ 12″ N, 9° 8′ 59″ O | Mauer          | Bruchsteinmauer um den Klosterbezirk des Klosters Loccum. | 31051918 | Weitere Bilder |

#### Gruppe: Hofanlage Kreuzhorst
Die Gruppe „Hofanlage Kreuzhorst“ hat die ID 31036517.

| Lage                                    | Bezeichnung              | Beschreibung                                        | ID       | Bild |
| --------------------------------------- | ------------------------ | --------------------------------------------------- | -------- | ---- |
| Kreuzhorst 3 52° 25′ 10″ N, 9° 8′ 21″ O | Wohn-/Wirtschaftsgebäude | 1936 hallenhausartig errichteter Ziegelfachwerkbau. | 31051660 |      |
| Kreuzhorst 3 52° 25′ 12″ N, 9° 8′ 20″ O | Speicher                 | Großer verbohlter Speicher.                         | 31051642 |      |

### Einzeldenkmale
| Lage                                       | Bezeichnung     | Beschreibung | ID       | Bild           |
| ------------------------------------------ | --------------- | --- | -------- | -------------- |
| Am Bahnhof 3 52° 27′ 16″ N, 9° 9′ 31″ O    | Empfangsgebäude | 1910 errichteter zweigeschossiger verputzter Massivbau mit Zierfachwerk in den Giebeln. Anm.: Bahnhofsempfangsgebäude der ehemaligen Bahnstrecke Stadthagen–Stolzenau.                                                      | 31051680 |                |
| Hopfengarten 14 52° 27′ 14″ N, 9° 9′ 21″ O | Wohnhaus        | Um 1900 errichteter eingeschossiger Massivbau unter einem Satteldach. Das Mauerwerk steht im Wechsel mit weißen Putzflächen.                                                                                                | 31051701 |                |
| K 10 (km 12,000) 52° 27′ 51″ N, 9° 7′ 3″ O | Grenzstein      | Grob behauener Stein mit einem rechteckigen Querschnitt, parallelen vertikalen Kanten und einem segmentbogenförmig gewölbten Kopf. Er markiert die ehemalige Kreisgrenze zwischen dem Kreis Stolzenau und dem Kreis Minden. | 31052805 |                |
| Marktstraße 9 52° 27′ 12″ N, 9° 8′ 55″ O   | Wohnhaus        | 1763 errichtetes giebelständig zur Marktstraße gelegenes, zweigeschossiges Wohnhaus mit verputztem Ziegelfachwerk mit vorkragendem Obergeschoss auf einem Hausteinsockel und unter einem Satteldach.                        | 31051953 |                |
| Marktstraße 16 52° 27′ 11″ N, 9° 8′ 47″ O  | Wohnhaus        | Anfang des 19. Jahrhunderts als zweigeschossiger Ziegelfachwerkbau errichtetes Pfarrhaus auf einem Hausteinsockel und unter einem Walmdach.                                                                                 | 31051973 |                |
| Uhlhornweg 52° 27′ 5″ N, 9° 9′ 16″ O       | Scheune         | Um 1870 außerhalb des Klosterbezirks als Wandständerbau mit einer mittigen Längsdurchfahrtsdiele errichtete Klosterscheune.                                                                                                 | 31052011 |                |
| Klosterwald 52° 26′ 36″ N, 9° 9′ 3″ O      | Burghügel       | Die Luccaburg als im 9. oder 10. Jahrhundert aufgeworfener Hügel mit einem Durchmesser von 40 Metern und einer Höhe von drei Metern. Mauerwerksreste wurden 1820 für ein Grab eines Priors des Klosters verwendet.          | 31052031 | Weitere Bilder |

## Münchehagen

### Einzeldenkmale
| Lage                                           | Bezeichnung | Beschreibung | ID       | Bild |
| ---------------------------------------------- | ----------- | --- | -------- | ---- |
| Hauptstraße 1 52° 26′ 26″ N, 9° 11′ 11″ O      | Kapelle     | Im 18. Jahrhundert als schlanker Saalbau mit geschlämmtem Bruchsteinmauerwerk und geradem Ostschluss unter einem Satteldach mit Dachreiter im Westen errichtet. Das Gebäude ist von einer mit einer kleinen Mauer umfriedeten Grünanlage umgeben. | 31052068 |      |
| Lange Straße 34 52° 26′ 6″ N, 9° 11′ 5″ O      | Gasthaus    | Das Gebäude („Gasthaus Anker“) wurde 1910 in einer Mischung aus spätem Jugendstil und Landhausstil als verputzter Massivbau mit Zierfachwerk in den Giebeln errichtet.                                                                            | 31052105 |      |
| Loccumer Straße 40 52° 26′ 41″ N, 9° 10′ 50″ O | Gasthaus    | Das 1910 errichtete Gebäude ist ein massiver Ziegelbau mit Zierfachwerk im Obergeschoss, das teilweise durch Behang mit Biberschwanzziegeln verkleidet ist.                                                                                       | 31052126 |      |

## Rehburg

### Gruppen baulicher Anlagen

#### Gruppe: Grabmale
Die Gruppe „Grabmale“ hat die ID 31036504.

| Lage                                                            | Bezeichnung        | Beschreibung                                                                          | ID       | Bild           |
| --------------------------------------------------------------- | ------------------ | ------------------------------------------------------------------------------------- | -------- | -------------- |
| Meßloher Weg / Nienburger Straße 14 52° 28′ 58″ N, 9° 13′ 47″ O | Grabmale I bis VII | Sieben klassizistische Grabmale des frühen 19. Jahrhunderts auf dem Friedhof Rehburg. | 31036504 | Weitere Bilder |

#### Gruppe: Jüdischer Friedhof Am Grieseberg
Die Gruppe „Jüdischer Friedhof Am Grieseberg“ hat die ID 31036559.

| Lage                                      | Bezeichnung        | Beschreibung | ID       | Bild |
| ----------------------------------------- | ------------------ | --- | -------- | ---- |
| Am Grieseberg 52° 28′ 56″ N, 9° 13′ 39″ O | Jüdischer Friedhof | Jüdischer Friedhof Rehburg mit etwa 35 Grabtafeln und Grabsteinen aus dem 19. und 20. Jahrhundert auf einer Anhöhe. | 31052147 |      |

### Einzeldenkmale
| Lage                                                    | Bezeichnung         | Beschreibung | ID       | Bild           |
| ------------------------------------------------------- | ------------------- | --- | -------- | -------------- |
| Am Schäfergraben 52° 28′ 51″ N, 9° 14′ 4″ O             | Stall               | 1739 mit Schlussstein mit den bekrönten Initialen „GR“ in der Einfahrt erbauter Schafstall. Der ungewöhnlich große Bruchsteinbau präsentiert sich mit Sandsteingewänden an den Fenstern und Toren der Giebelseiten.                                          | 31052170 |                |
| Brunnenstraße 9 52° 27′ 34″ N, 9° 13′ 23″ O             | Wohnhaus            | 1901 als villenähnlicher Bau mit einem groß angelegten Park von Erich Meßwarb errichtet. | 31052191 |                |
| Heidtorstraße 52° 28′ 40″ N, 9° 13′ 44″ O               | Transformatorenturm | Um 1910 errichteter massiver quadratischer Turm mit Rustikamauerwerk im Erdgeschoss und Eckverquaderung, dessen Oberteil verputzt wurde, unter einem stumpfen Pyramidendach.                                                                                 | 31052258 |                |
| Heidtorstraße 1 52° 28′ 27″ N, 9° 13′ 41″ O             | Schule              | Um 1870 als reich verzierter Ziegelbau errichtete ehemalige Bauschule des Baumeisters Meßwarb und dessen Sohn. Das Backsteingebäude tritt mit einer reich dekorierten unsymmetrisch gegliederten Fassade in Erscheinung. Die Fachwerklaube datiert auf 1910. | 31052281 |                |
| Heidtorstraße 1 52° 28′ 27″ N, 9° 13′ 42″ O             | Gasthaus            | 1870 als zweigeschossiger symmetrischer Ziegelbau errichteter, 1910 renovierter „Raths-Keller“. | 31052301 |                |
| Heidtorstraße 2 52° 28′ 26″ N, 9° 13′ 44″ O             | Rathaus             | Im 15. Jahrhundert errichteter schlichter zweigeschossiger Putzbau mit Eckverquaderung unter einem Walmdach. Der moderne Erweiterungsbau ruht auf älteren Fundamenten. Wohl Reste der ehemaligen Burg Rehburg.                                               | 31052324 |                |
| Heidtorstraße 5 52° 28′ 29″ N, 9° 13′ 43″ O             | Kirche              | 1685 errichteter, 1743 wiederhergestellter schlichter Saalbau in Feldsteinmauerwerk mit Eckverquaderung und Sandsteingewänden unter einem Halbwalmdach. Der gedrungene quadratische Westturm besitzt ein steiles Pyramidendach.                              | 31052336 |                |
| Heidtorstraße 7 52° 28′ 30″ N, 9° 13′ 45″ O             | Schule              | 1905 errichteter reich verzierter, zweigeschossiger Ziegelbau unter einem Walmdach. | 31052345 |                |
| Jägerstraße Ecke Weidendamm 52° 28′ 30″ N, 9° 13′ 45″ O | Turm                | 1937 auf einem Podest errichteter massiver Rundturm mit oktogonalem Oberteil unter einem Pyramidendach | 31052383 | Weitere Bilder |
| Mühlenberg 52° 27′ 42″ N, 9° 13′ 30″ O                  | Mühle               | Ende des 18. Jahrhunderts errichtete Windmühle mit einem massiven Untergeschoss in Bruchsteinmauerwerk, Eckverquaderung und Gewände der Fenster sowie zwei Durchfahrtstoren in Sandstein. Der Schlussstein trägt die Initialen „GR3“. Heute Ruine.           | 31052544 | Weitere Bilder |
| Schmiedestraße 52° 28′ 30″ N, 9° 13′ 48″ O              | Turm                | 1908 als reich verzierter schlanker Ziegelbau errichteter Feuerwehrschlauchturm, dessen Erdgeschoss in Sandsteinquadermauerwerk gehalten ist. | 31052213 |                |
| Weidendamm 52° 28′ 11″ N, 9° 13′ 34″ O                  | Transformatorenturm | Um 1900 errichteter massiver quadratischer Turm mit Rustikamauerwerk im Erdgeschoss und Eckverquaderung, dessen Oberteil verputzt wurde, unter einem stumpfen Pyramidendach.                                                                                 | 31052564 |                |
| Weidendamm 17 52° 27′ 58″ N, 9° 13′ 33″ O               | Empfangsgebäude     | Um 1910 errichteter zweigeschossiger verputzter Massivbau mit Ziegelgliederung. Der Straßengiebel ist mit einem Falzziegelbehang versehen. | 31052601 |                |
| Weidendamm 18/20 52° 27′ 53″ N, 9° 13′ 29″ O            | Wohnhaus            | Wohnhaus mit Turm | 31052585 |                |

## Winzlar

### Einzeldenkmale
| Lage                                      | Bezeichnung                       | Beschreibung | ID       | Bild |
| ----------------------------------------- | --------------------------------- | --- | -------- | ---- |
| 52° 27′ 6″ N, 9° 16′ 10″ O                | Grenzstein                        | Grenzstein der ehemaligen Landesgrenze zwischen dem Fürstentum Schaumburg-Lippe und dem Königreich Hannover.                                                                                                   | 31052913 | BW   |
| 52° 27′ 3″ N, 9° 16′ 4″ O                 | Grenzstein                        | Grenzstein der ehemaligen Landesgrenze zwischen dem Fürstentum Schaumburg-Lippe und dem Königreich Hannover.                                                                                                   | 31052898 |      |
| 52° 26′ 45″ N, 9° 16′ 28″ O               | Grenzstein                        | Grenzstein der ehemaligen Landesgrenze zwischen dem Fürstentum Schaumburg-Lippe und dem Königreich Hannover.                                                                                                   | 31052883 |      |
| Langes Feld 4 52° 26′ 51″ N, 9° 15′ 26″ O | Wohnhaus                          | Um 1910 errichteter zweigeschossiger Putzbau unter einem Krüppelwalmdach. Der eingeschossige Anbau ist in Ziegelmauerwerk gehalten. Rückwärtig findet sich ein angebauter Wirtschaftsteil.                     | 31052635 |      |
| Langes Feld 8 52° 26′ 54″ N, 9° 15′ 25″ O | Hofanlage                         | 1904 als Einheit von Wohnhaus, Stall und Scheune errichtete massive Ziegelbauten. | 31052656 |      |
| Nordstraße 3 52° 26′ 53″ N, 9° 15′ 37″ O  | Wohn-/Wirtschaftsgebäude          | 1820 errichtetes Hallenhaus mit Ziegelausfachung in Vierständerbauweise unter einem Satteldach mit Ziegeldeckung.                                                                                              | 31052677 |      |
| Nordstraße 12 52° 26′ 55″ N, 9° 15′ 35″ O | Wohnhaus                          | Das Fachwerkgebäude mit Backsteinausfachung steht unter einem Satteldach. | 31052698 |      |
| Südstraße 5 52° 26′ 50″ N, 9° 15′ 33″ O   | Kapelle                           | 1740 errichteter schlichter Ziegelfachwerkbau unter einem Satteldach mit Dachreiter. | 31052730 |      |
| Südstraße 18 52° 26′ 50″ N, 9° 15′ 42″ O  | Wohnhaus                          | Das zweigeschossige massive Wohnhaus wurde Ende des 19. Jahrhunderts unter einem Krüppelwalmdach errichtet. Die Fassade zeigt farblich abgesetzten Backsteindekor mit Ecklisenen, Zierbänder und Kaffgesimsen. | 31051290 |      |
| Triftstraße 4 52° 26′ 56″ N, 9° 15′ 40″ O | Wohnhaus mit Anbau (ID: 38430262) | Vierständerhaus | 31051306 |      |